# Sweltsa naica
Sweltsa naica är en bäcksländeart som först beskrevs av Léon Abel Provancher 1876.  Sweltsa naica ingår i släktet Sweltsa och familjen blekbäcksländor. Inga underarter finns listade i Catalogue of Life.